# 福島県道33号会津坂下河東線
福島県道33号会津坂下河東線（ふくしまけんどう33ごう あいづばんげかわひがしせん）は、福島県河沼郡会津坂下町から会津若松市に至る県道（主要地方道）である。

## 概要
会津若松市街地を鍋弦のようなルートで経由する国道49号を短絡する県道である。会津坂下町側の国道49号交点（佐野目交差点）は県道側が優先道路となっており、新潟方面から見て直進は県道である（国道は右折し、会津若松市街へ向かう）。
会津坂下町内では、起点からしばらく会津坂下町内の商業地を経由する。台ノ下交差点からは国道49号との重複区間となり、阿賀川を渡り湯川村へ入る宮古橋東側まで重複する。
宮古橋東側で国道49号との重複区間が終わると、本県道は東方向に農地などが広がる地域を経由し、会津若松市河東町へ入る。この間では県道326号、会津縦貫北道路と交差する。河東町へ入ると国道121号との交差点のほか、堂島駅付近でJR磐越西線の踏切を越える。河東町内でも農地などの広がる区間を経由し、県道69号と交差して、再び磐越西線と交差する（こちらは踏切ではなく立体交差）。河東町広田地区付近からは東側が高い登り坂となっており、終点の国道49号（滝沢バイパス）との交差点（高塚団地入口交差点）に至る。

### 路線データ
- 起点：河沼郡会津坂下町市中三番甲
- 終点：会津若松市河東町大字浅山字大石
- 総延長：11.562km
  - 実延長：8.052km[1]

## 路線状況

### 重用路線
- 福島県道22号会津坂下会津高田線（河沼郡会津坂下町市中三番甲（起点） - 同郡同町古市乙）
- 国道49号（河沼郡会津坂下町上口（台ノ下交差点） - 同郡湯川村佐野目字佐野北（佐野目交差点））

### 道路施設
鶴沼橋
会津坂下町字上口、字川端丙から字福原前、字福原前甲に至り、一級水系阿賀野川水系旧宮川（鶴沼川）を渡る。
（国道49号重用区間）
宮古橋
（国道49号重用区間）
米丸橋
- 全長：27.2m
- 幅員：15.8m
- 竣工：1997年[2]

湯川村清水田字向川原丙（清水田の飛地）、熊ノ目字一本木から字宮東を経て清水田字堂北、字村前に至り、一級水系阿賀野川水系旧湯川を渡る。地図上では湯川橋と記載される場合もある。
溷川橋
- 全長：43.2m
- 幅員：14.0m
- 竣工：1994年[2]

湯川村桜町字明堂、字柳町から会津若松市河東町谷沢字十文字、字前田に至り、一級水系阿賀野川水系溷川を渡る。
広田跨線橋
- 全長：49.4m
- 幅員：12.0m
- 竣工：1980年[3]

会津若松市河東町広田字横堀、字堤東から字東に至り、JR磐越西線とそれに並行する市道を渡る。

### 道の駅
- 道の駅あいづ 湯川・会津坂下

## 歴史
- 1976年4月1日 - 建設省告示第935号が公布され、福島県道河東会津坂下線が主要地方道会津坂下河東線として指定される
- 1976年（昭和51年）11月16日 - 福島県によって現行の県道路線に認定される[4]。
- 1993年（平成5年）5月11日 - 建設省から、県道会津坂下河東線が会津坂下河東線として主要地方道に指定される[5]。

## 地理

### 通過する自治体
- 河沼郡
  - 会津坂下町
  - 湯川村
- 会津若松市

### 交差する道路
- 会津坂下町

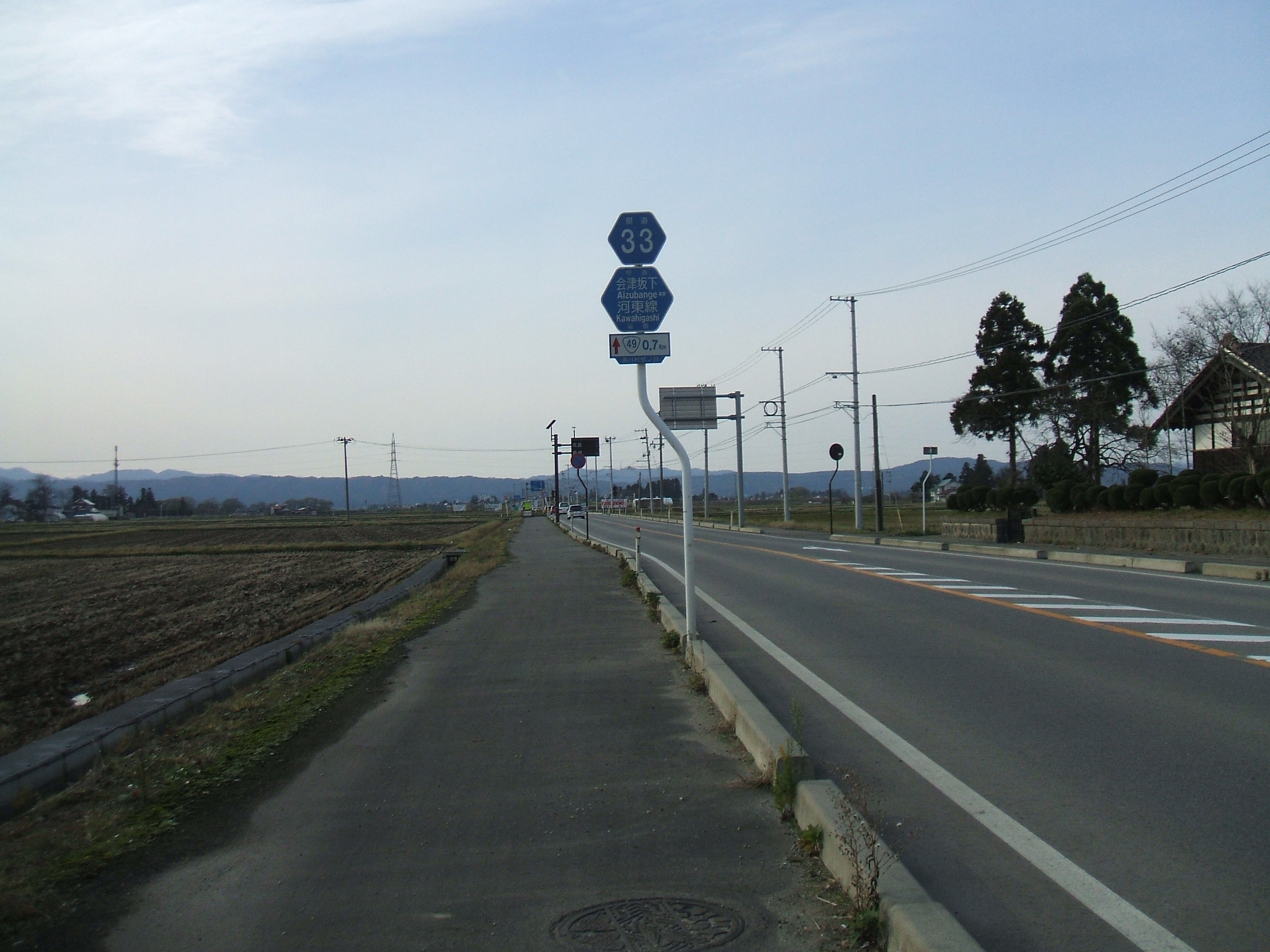
福島県河沼郡湯川村熊ノ目付近

  - 福島県道22号会津坂下会津高田線 新潟方面・福島県道222号会津坂下停車場線（市中三番甲 起点）
  - 福島県道21号喜多方会津坂下線（市中二番甲）
  - 福島県道22号会津坂下会津高田線 会津美里方面（古市乙）
  - 国道49号 新潟方面（上口（台ノ下交差点））
  - 福島県道72号会津坂下会津本郷線（宮古字台畑）
- 湯川村
  - 国道49号 会津若松市街地方面（佐野目字佐野北（佐野目交差点））
  - 福島県道331号熊の目浜崎線（熊ノ目字村西）
  - 福島県道326号浜崎高野会津若松線（桜町字森台）
  - 会津縦貫北道路湯川南IC（桜町字西町）
- 会津若松市
  - 国道121号（河東町大字谷沢字十文字）
  - 福島県道69号北山会津若松線（福島県道327号広田停車場線重用区間）（河東町大字郡山字金道）
  - 国道49号（河東町大字浅山字大石（高塚団地入口交差点） 終点）

### 沿線にある施設など
- 会津坂下町役場
- 会津若松市市役所河東支所
- 湯川村立勝常小学校
- 会津若松市立河東学園小学校
- 会津若松市立河東中学校
- 勝常寺
- 東日本旅客鉄道只見線 : 会津坂下駅
- 東日本旅客鉄道磐越西線 : 堂島駅、広田駅
- 福島県立医科大学会津医療センター